# Wynicowanie macicy
Wynicowanie macicy – rzadkie powikłanie porodu, polegające na wpukleniu się dna macicy i równoczesnym wywinięciu błony śluzowej na zewnątrz. Występuje zwykle w czwartym okresie porodu jako skutek nieprawidłowego prowadzenia porodu w trzecim okresie. Objawia się ciężkim wstrząsem i związane jest z utratą krwi. Leczenie polega na odprowadzeniu wynicowanej macicy.

## Podział
I stopnia - występuje w przypadku, kiedy następuje wpuklenie dna macicy do ujścia wewnętrznego szyjki macicy.
II stopnia - występuje w przypadku, kiedy trzon macicy jest wynicowany do ujścia zewnętrznego szyjki macicy.
III stopnia - występuje w przypadku, kiedy trzon macicy jest wywinięty w pochwie i na zewnątrz sromu.

### Obraz kliniczny
W częściowym wynicowaniu, do którego należy I i II stopień jako objawy kliniczne można rozpoznać krwawienie, ból, wstrząs oraz niewyczuwalne dno macicy przez powłoki brzuszne. 
W całkowitym wypadnięciu wywiniętej macicy (III stopień), oprócz powyższych objawów, widać lub wyczuwalny jest również guz (czyli macica) w pochwie lub przed sromem.

## Postępowanie

### Droga pochwowa
W przypadku wynicowanej macicy pierwszym ze sposobów jest próba wprowadzenia jej drogą pochwową. Jedną z czynności jest metoda Johnsona, która polega na wprowadzeniu całej ręki do pochwy i odprowadzeniu macicy ku górze dzięki lekkiemu uciskowi na dno macicy. Druga metoda Hibbarda polega na wprowadzeniu macicy poprzez ucisk na tylną ścianę pochwy płasko ułożoną dłonią i delikatne odprowadzanie ku górze do momentu, kiedy cała dłoń znajdzie się w jamie macicy. Odprowadzanie macicy powinno się wykonywać w znieczuleniu ogólnym i po podaniu leków tokolitycznych, aby nie nastąpiło obkurczenie macicy, które uniemożliwi odprowadzenie jej drogą pochwową. Macica ma tendencję do ponownego wynicowania, dlatego należy odczekać parę minut z dłonią w macicy aż do momentu całkowitego obkurczenia. 

### Droga brzuszna
Odprowadza się macicę za pomocą laparotomii, w przypadku nieudanej próby wprowadzenia jej drogą pochwową.

### Dalsze postępowanie
Podaje się leki obkurczające macicę i stosuje profilaktykę przeciwbakteryjną.

## Rokowanie
Jest dobre, jeśli zaraz po zdarzeniu natychmiast odprowadzi się wynicowaną macicę.